# Acció Sindical de Treballadors
Acció Sindical de Treballadors va ser una organització sindical de caràcter catòlic dels anys seixanta a Espanya, l'evolució dels quals va portar a la creació de l'Organització Revolucionària dels Treballadors (1969, que es va definir com maoista en 1974) i del Sindicat Unitari (1977). Creada a l'entorn de les HOAC, va tenir certa implantació a Madrid, Pamplona, Huelva i Torrelavega (Cantàbria).